# Do Jowz
Do Jowz (persiska: دو جوز) är en ort i Iran.   Den ligger i provinsen Golestan, i den norra delen av landet, 400 km öster om huvudstaden Teheran. Do Jowz ligger 1 208 meter över havet och antalet invånare är 145.
Terrängen runt Do Jowz är kuperad åt sydväst, men åt nordost är den bergig.Runt Do Jowz är det ganska glesbefolkat, med 48 invånare per kvadratkilometer. Närmaste större samhälle är Chenāshk, 2,0 km sydost om Do Jowz. Trakten runt Do Jowz består till största delen av jordbruksmark.